# Lemark Hernández
Lemark Gerandi Hernández Eubanks (Limón, Costa Rica, 11 de febrero de 1989), conocido deportivamente como Lemark Hernández (AFI: le'mark er'naNdes), es un futbolista costarricense que juega de lateral izquierdo.
Formado como futbolista en Limón, debutó profesionalmente en 2010 y obtuvo la cifra de 133 partidos disputados. Consolidado en la titularidad, fichó por el Herediano en 2015 y poco después se hizo con el título de Verano 2016. A petición expresa de Hernández, se incorporó a la Universidad de Costa Rica por una temporada donde contabilizó 37 encuentros realizados con un gol anotado.
Es internacional absoluto con la selección costarricense desde el 31 de marzo de 2015.

## Trayectoria

### Limón F.C.
Lemark nació y se crio en la ciudad de Limón. Apoyado por sus padres y amigos, se incorporó a las filas del club del mismo nombre de su provincia.
Debutó como limonense el 26 de septiembre de 2010, en el partido correspondiente de la décima jornada del Campeonato de Invierno, contra el Pérez Zeledón en el Estadio Municipal. Bajo las órdenes del entrenador Ronald Mora, el jugador de carácter defensivo ingresó de cambio al minuto 57' por Kevin Cunningham, mientras que el resultado acabó en derrota ajustada con cifras de 2-1. En toda la competición alcanzó cuatro presencias.
A partir de la temporada 2011-12, comprendida en los campeonatos de Invierno 2011 y Verano 2012, Lemark conseguiría importantes apariciones en su club, como titular por la banda izquierda. Demostró su fútbol al colaborar en jugadas en el ataque y en ocasiones bajaba a defender para obtener marcadores favorables a su equipo.
El primer gol de su carrera lo marcó el 19 de octubre de 2014, en la victoria 2-0 como local sobre el conjunto de la Universidad de Costa Rica, esto en la decimoquinta fecha del Campeonato de Invierno.
Su buen momento en Limón y en combinación con su primer llamado a la selección costarricense, el 26 de marzo de 2015 se hizo oficial la firma del jugador con el Herediano, mediante un precontrato que se le estableció con el gerente deportivo Jafet Soto. Hernández se marchó del equipo con 133 partidos disputados y solamente una anotación conseguida.

### C.S. Herediano
Su debut vistiendo la camiseta rojiamarilla debió esperar hasta la décima jornada del Campeonato de Invierno 2015, específicamente el 20 de septiembre. En esa oportunidad, completó la totalidad de los minutos en el empate a dos tantos frente al Santos de Guápiles, en el Estadio Rosabal Cordero. Por otro lado, su equipo disputó la fase de grupos de la Liga de Campeones de la Concacaf, en la cual obtuvo una victoria y una pérdida contra el Isidro Metapán de El Salvador en los juegos como local y visita, respectivamente, y sumado a los empates ante el Tigres de México, los del Team quedaron fuera de la zona de cuartos de final. Lemark no vio acción en estos compromisos. Debido a la alta cantidad de jugadores por línea, Hernández tuvo poca regularidad y solo estuvo en tres partidos de liga nacional. Los florenses terminarían siendo eliminados en las semifinales por el Deportivo Saprissa en el mes de diciembre, con marcador agregado de 2-3.
En las tres primeras fechas del Campeonato de Verano 2016, el defensa fue partícipe en las alineaciones estelares del director técnico Odir Jacques. Sin embargo, con la llegada del estratega Hernán Medford, Lemark quedó fuera de convocatoria en múltiples ocasiones. Contabilizó un total de seis encuentros disputados y se coronó campeón nacional tras vencer las dos finales contra Alajuelense.

### C.F. Universidad de Costa Rica
A pesar de haber sido presentado como nuevo refuerzo de Belén el 7 de junio de 2016, diez días después, Hernández optó por jugar en la Universidad de Costa Rica en condición de cedido por un año.
La irregularidad en cuanto a presencias la dejó en el Campeonato de Invierno 2016, competición en la que estuvo por diecisiete compromisos donde anotó un gol, el cual se dio el 1 de octubre ante San Carlos. Los universitarios alcanzaron el décimo lugar con veintidós puntos.
Para el Campeonato de Verano 2017, varió su demarcación y pasó a ser defensa central en algunos juegos. Fue uno de los más regulares del entrenador Mauricio Wright, con veinte apariciones y un acumulado de 1794 minutos disputados.

### Deportivo Saprissa
El 24 de mayo de 2017, se dio el fichaje de Hernández en el Deportivo Saprissa, oficializado a través de un comunicado de prensa. El jugador firmó por una temporada con los morados. El comienzo de su conjunto en el Torneo de Apertura se produjo el 30 de julio como local en el Estadio "Fello" Meza de Cartago contra Carmelita. Por otro lado, el futbolista permaneció en la suplencia y el marcador culminó en victoria con cifras de 4-2. Debutó de manera formal el 6 de agosto como variante por Joseph Mora, en el inicio del segundo tiempo en la visita ante Pérez Zeledón. Los saprissistas avanzaron a la cuadrangular en el segundo sitio con 43 puntos, y al cierre de la misma, el conjunto tibaseño quedó sin posibilidades de optar por el título. Cuando a Lemark aún le restaban seis meses más de contrato, el 21 de diciembre firmó el acuerdo con la dirigencia para que le dejara libre.

## Selección costarricense
El 18 de marzo de 2015, el entrenador Paulo Wanchope anunció los convocados de la Selección de Costa Rica para los dos amistosos a finales del mes. En su lista destacó la sorpresiva incorporación del defensa Lemark Hernández, siendo este su primer llamado al combinado costarricense. En el primer partido, desarrollado el 26 de marzo contra Paraguay en el Estadio Nacional, el futbolista permaneció en la suplencia y el marcador empatado sin anotaciones definió el resultado final. Cinco días posteriores, en la complicada visita al Estadio Rommel Fernández ante el conjunto de Panamá, Lemark apareció en el once inicial, pero no desempeñó correctamente su posición, por lo que fue reemplazado al minuto 44' por Francisco Calvo. Por otro lado, las cifras de 2-1 favorecieron a los rivales. Con esto su nación acabó con el invicto de once compromisos sin perder.

## Clubes
| Club                           | País       | Año               |
| ------------------------------ | ---------- | ----------------- |
| Limón F.C.                     | Costa Rica | 2010 - 2015       |
| C.S. Herediano                 | Costa Rica | 2015 - 2016       |
| C.F. Universidad de Costa Rica | Costa Rica | 2016 - 2017       |
| Deportivo Saprissa             | Costa Rica | 2017              |
| C.F. Universidad de Costa Rica | Costa Rica | 2018 - actualidad |

## Palmarés

### Campeonatos nacionales
| Título               | Club           | País       | Año  |
| -------------------- | -------------- | ---------- | ---- |
| Campeonato de Verano | C.S. Herediano | Costa Rica | 2016 |